# Montoneros
Les Montoneros étaient une organisation politico-militaire argentine péroniste qui pratiqua la lutte armée entre 1970 et 1979, avec une intensité maximale jusqu'en 1976. Ses objectifs étaient : la déstabilisation du gouvernement autoproclamé « Révolution Argentine » (Juan Carlos Onganía, Roberto Marcelo Levingston, Alejandro Agustín Lanusse,… 1966-1973), le retour au pouvoir du général Juan Domingo Perón et l'instauration en Argentine d'un système politique qu'ils baptisaient « Socialisme national », ce qu'ils considéraient comme l'évolution historique naturelle du péronisme.
Ayant moins de 20 militants fin 1960, le groupe commença à croître rapidement en 1971, devenant, en novembre 1972, au moment du premier retour du général Juan Perón, capable de mobiliser des milliers de jeunes péronistes. En juillet 1972, profitant de l'ouverture politique entamée par le général Lanusse avec le « Grand Accord National », le groupe se dota d'une organisation politique de masse, la « JP Régionales », à la tête de laquelle se trouvait Rodolfo Galimberti, nommé en novembre 1971 par Perón au Conseil supérieur justicialiste.
Durant leurs premières années d'existence, les Montoneros reçurent l'appui du général Perón et d'une grande partie du Mouvement péroniste. Toutefois, après les élections de 1973 remportées par le FREJULI péroniste et le massacre d'Ezeiza lors du retour définitif de Perón (juin 1973), les tensions entre la gauche et la droite péroniste s'accentuèrent. Finalement, à partir du 1er mai 1974, jour où Perón fait un discours stigmatisant la jeunesse péroniste de gauche, de graves erreurs politiques entraînèrent un recul de popularité du leader et des secteurs syndicaux et politiques du péronisme orthodoxe, expliquant ainsi l'isolement croissant du groupe. Celui-ci fut détruit par la dictature militaire de Videla qui chassa la veuve de Perón, Isabel Martínez de Perón le 24 mars 1976.

## Idéologie
Les Montoneros ont commencé comme un groupe chrétien, nationaliste et socialiste autoproclamé, mais avec le temps, l'élément socialiste éclipsa l'élément chrétien. Leurs attaques visaient à forcer les gouvernements à abandonner de telles prétentions et à fonctionner ouvertement comme des gouvernements autoritaires, espérant que dans un tel scénario, le peuple soutiendrait alors les guérilleros. Cette doctrine n'a pas fonctionné comme prévu : les gens méprisaient les dictatures militaires, mais certains ne considéraient pas les guérilleros comme les ennemis des dictatures, mais plutôt comme la cause de la répression gouvernementale. La lutte des classes projetée n’a jamais eu lieu et la dictature militaire soutenue par les États-Unis a réprimé toute dissidence.

## Historique

### Origines
Les racines du mouvement se trouvent au début des années 1960, dans la confluence de militants du mouvement nationaliste étudiant Tacuara, et du mouvement des jeunesses péronistes des provinces de Buenos Aires, Santa-Fe et Cordoba.
Ces personnes se retrouvèrent autour de jeunes militants catholiques appartenant aux classes moyennes et aisées, dont l'organe de presse fédérateur était la revue Cristianismo y Revolución (es), dirigée par Juan Garcia Elorrio. À partir de là se forma le Commando Camilo Torres qui, avec le groupe conduit par José Sabino Navarro, peut être considéré comme le fondateur des cellules montoneros.
Petit à petit, les Montoneros s'affirmèrent dans une voie politique proche du péronisme révolutionnaire, populiste et anti-impérialiste : l'idéologie du groupe était un mélange de la doctrine péroniste avec des éléments provenant du marxisme latino-américain de Che Guevara et de Fidel Castro, le tout fortement influencé par le catholicisme du Mouvement des Prêtres pour le Tiers-Monde. Plusieurs fondateurs du mouvement, partisans du prêtre tiers-mondiste Carlos Mugica, se connaissaient déjà.
S'autoproclamant dès le début, l'avant-garde armée, nationaliste, catholique et péroniste et utilisant des slogans comme «Peron ou la mort», les Montoneros se revendiquent, dans la province de Buenos Aires, comme une organisation politico-militaire. L'organisation était dirigée, entre autres, par Fernando Abal Medina (frère de Juan Manuel Abal Medina, qui devint secrétaire général du Mouvement national justicialiste) et sa femme, Norma Arrostito, Carlos Gustavo Ramus, José Sabino Navarro, Emilio Maza, Carlos Capuano Martinez, et Mario Firmenich.
Les fondateurs des Montoneros décidèrent d'adopter ce nom pour souligner la continuité historique avec les caudillos argentins du XIXe siècle, avec les montoneras de Peñaloza et de Felipe Varela. Ainsi une ligne politique nationaliste s'établissait depuis San Martín jusqu'à Juan Perón, en passant des guerres d'indépendance aux caudillos et à Juan Manuel de Rosas. Au début, plusieurs des commandos opérationnels (Unité de Combat) utilisèrent les noms des caudillos pour signer leurs « faits de guerre ». Cette pratique fut abandonnée plus tard, quand les militants tombèrent en combattant la dictature : à partir de ce moment, les commandos signèrent du nom des compagnons morts.
Plus tard, l'organisation eut à sa tête Julio Roqué, Dardo Cabo, Marcos Osatinsky, Roberto Quieto, Horacio Mendizabal, Raul Yaguer, Roberto Perdia, Fernando Vaca Narvaja et Rodolfo Galimberti (es), ex-représentant de la Jeunesse péroniste au Conseil national du Parti justicialiste. Plusieurs d'entre eux provenaient de l'organisation Descamisados ou des Forces Armées Révolutionnaires (FAR), une organisation péroniste similaire d'obédience marxiste, qui fusionna avec les Montoneros en octobre 1973.
Deux militants, Fernando Abal Medina et Carlos Gustavo Vamuz, furent tués par la police le 7 septembre 1970, à William Morris (province de Buenos-Aires). Ce jour fut commémoré par la suite par la gauche péroniste comme « jour des Montoneros ».

### La première action publique: l'enlèvement d'Aramburu et l'attaque de La Calera

Emblème des Montoneros.

Le général Pedro Eugenio Aramburu, ex-dirigeant de la « Révolution libératrice », le coup d'État catholique-nationaliste qui avait chassé en 1955 le second gouvernement constitutionnel péroniste, fut enlevé le 29 mai 1970 par un commando inconnu, déguisé en militaires, qui alimenta les conversations le mois suivant. Le 1er juillet 1970, à 7 heures 30, les Montoneros prirent le contrôle de La Calera (province de Córdoba) pour plus d'une heure. Ils s'emparèrent sans violence du commissariat, et attaquèrent la Banque de la Province de Cordoba et le central téléphonique dont ils neutralisèrent les équipes. Au commissariat, ils désarment les policiers avant de les enfermer dans les cellules du poste. À la banque, ils laissent une valise - supposée remplie d'explosifs- qui en réalité contenait un magnétophone avec des chants péronistes.
Divers problèmes au moment du repli, notamment une voiture en panne, entraînèrent l'arrestation de deux militants, Luis Losada et José Fierro. La police remonta ensuite à une maison du quartier bourgeois de Los Naranjos, à Córdoba, où ils arrêtèrent Cristina Lipandri de Velez, Juan Sorati Martínez, Emilio Maza et Ignacio Vélez (ces deux derniers étant blessés lors d'un échange de tirs. Le 6 juillet 1970, la police arrête un journaliste, Maguid, qui attribue l'enlèvement du général Aramburu à Norma Arrostito, Abal Medina et Maza, décédé le 8 juillet 1970, ainsi que Mario Firmenich et le prêtre Alberto Carbone, membre du Movimiento de Sacerdotes para el Tercer Mundo (es).
Le grand public apprend alors l'exécution d'Aramburu, qui fut accusé par un « tribunal révolutionnaire » de trahison à la patrie, d'avoir assassiné le général José Leon Suarez et plusieurs autres militants péronistes, d'avoir fait disparaître le cadavre d'Evita Peron, d'avoir été « l'instrument de l'oligarchie pour empêcher tout changement de l'ordre social vers le sentiment d'une justice strictement chrétienne », etc… les Montoneros, qui avaient revendiqué l'exécution d'Aramburu dans un communiqué peu diffusé, dès le 1er juin 1970, déclarent le 15 juin 1970 qu'ils ne rendront son cadavre que contre celui d'Evita. Aramburu aurait été exécuté par Fernando Abal Medina. Durant la séquestration du général, les Montoneros apprennent alors - ce qu'on ne saura que bien plus tard - qu'Eva Perón avait été secrètement enterrée en Italie. Ainsi le mystère de l'enlèvement d'Aramburu n'est-il éclairci qu'en juillet 1970.
Cette action d'éclat fut l'acte fondateur des Montoneros, mais en réalité ils existaient comme organisation politique depuis plusieurs mois, bien qu'elle fût très minoritaire voire quasi secrète. La dépouille d'Aramburu fut découverte le 16 juillet 1970 dans l'estancia La Celma de Timote (es) (province de Buenos Aires), qui appartenait aux parents de Carlos Gustavo Ramus. Elle fut inhumée au cimetière de la Recoleta, dans la capitale, avec les honneurs prévus pour les funérailles d'un président en exercice, l'amiral Isaac Rojas se chargeant de l'oraison funèbre. Le public apprit ainsi avec étonnement que les responsables de l'enlèvement d'Aramburu étaient des jeunes de familles catholiques aisées, qui n'avaient pas connu le péronisme au pouvoir et dont les parents avaient été les adversaires de ce dernier.
Quelques jours plus tard, ce fut l'enterrement de Fernando Luis Abal Medina, chef des Montoneros, et de Carlos Gustavo Ramus, abattus par la police à William C. Morris, Buenos Aires (en). Les prêtres Carlos Mugica et Hernán Benítez, qui avait été le confesseur d'Evita, célébrèrent les funérailles à l'église San Francisco Solano de Mataderos (Buenos Aires), ce qui leur valu d'être arrêté et incarcéré quelques jours pour « incitation à la violence ». Le 16 novembre 1970 commença le procès, sous haute sécurité, des prisonniers Montoneros, inculpés d'enlèvement et d'homicide, qui devint une tribune importante utilisée par le mouvement péroniste pour la lutte contre la dictature. Les avocats des militants étaient Rodolfo Ortega Peña (es) (assassiné en juillet 1974 par la Triple A), Eduardo Luis Duhalde, Ricardo Smith, Mario Hernández, Luis María Bandieri et Escalante Echagüe. Carlos Alberto Maguid fut condamné à 18 ans de prison, Ignacio Vélez à 32 mois, le prêtre Alberto F. Carbone à deux ans de sursis, tandis que Nora Nélida Arrostito de Maguid et Ana Portnoy de Silveyra furent relâchées.
Le 20 février 1971, le général Perón écrit une carte à Carlos Maguid lui apportant son soutien, dans lequel il déclarait : « Dans l'histoire de tous les peuples, il y a des époques où l'honneur véritable se réfugie dans les prisons (…) La guerre révolutionnaire dans laquelle nous nous sommes engagés contre la canaille dictatoriale s'intensifiera chaque jour et nous ne devons pas cesser jusqu'à libérer la Patrie et lui rendre la souveraineté qui fera du Peuple le maître de son destin. » À la question des Montoneros qui lui demandait si cette exécution avait mis à mal certains plans du général, celui-ci répondit que l'exécution d'Aramburu était « un acte désiré par l'ensemble du peuple péroniste ».
L'épisode d'Aramburu eut un épilogue en 1974. En effet, après que le général Lanusse eut accepté, en 1971, de rendre la dépouille d'Evita à Juan et Isabel Perón, en présence de José Lopez Rega, à Madrid, les Montoneros enlevèrent en octobre 1974 la dépouille d'Aramburu afin de contraindre Isabel de rendre le cadavre à l'Argentine.

### Relations avec le péronisme
À partir de ce moment, les Montoneros commencèrent un travail de recrutement de cadres issus du péronisme et de ses organisations (Jeunesse péroniste, etc.), confirmé par la présence de dizaine de milliers de sympathisants et d'adhérents dans les manifestations populaires.
Depuis son exil dans l'Espagne franquiste, Juan Perón les encouragea dans leur processus de guérilla. La loyauté inconditionnelle de l'organisation vis-à-vis du général servait à faire pression et à déstabiliser la dictature. Perón appelait les différents groupes armés des jeunesses péronistes « formations spéciales », donnant à entendre que l'existence des Montoneros et des autres organisations armées du péronisme était due à un moment stratégique particulier qui se manifestait dans l'existence d'une dictature militaire. Les éloges du général, tant écrits qu'oraux, étaient nombreux pour la « jeunesse merveilleuse » (ainsi la lettre de Perón, écrite après l'exécution de général Aramburu). Selon de nombreux témoignages et des déclarations publiques de l'époque, les Montoneros croyaient être l'avant-garde révolutionnaire indispensable aux plans du vieux caudillo pour la construction d'une patrie socialiste.
À la suite du Cordobazo et de l'intensification de l'opposition à la dictature, manifestée par la Hora del Pueblo (es), un appel des principaux partis politiques effectué en 1970 et appelant à la tenue d'élections, la junte se soumit à ces injonctions et organisa un processus de légalisation des partis politiques, y compris du Parti justicialiste, avec le « Grand Accord National » (mai 1971). En juillet 1972, les Montoneros profitent de l'ouverture politique pour créer les Jeunesses périonistes régionales (JP-R), organisées en six sections ayant chacune des délégués au comité national, présidé par Rodolfo Galimberti, qui avait été nommé en novembre 1971 au Conseil national justicialiste. Par ailleurs, le 2 novembre 1972, le général Perón nomme Juan Manuel Abal Medina secrétaire général du Mouvement national justicialiste. Bien que non Montonero, mais au contraire nationaliste, ce geste s'interprétait comme un appui vis-à-vis des Montoneros et de la Jeunesse péroniste, le frère d'Abal Medina, Fernando Luis, étant un des fondateurs des Montoneros, assassiné en 1970. Le front politique des Montoneros, la JP-R, devint ainsi rapidement l'une des organisations de masse du péronisme, jouant un rôle important au sein du Parti justicialiste qui était en cours de légalisation (« normalisation »).
Cependant, dans le même temps, la répression d'État continue, marquée en particulier par le massacre de Trelew (août 1972), au cours duquel 16 prisonniers sont tués à 3h30 du matin, après une tentative d'évasion de la prison de haute sécurité de Rawson à laquelle avait collaboré les Montoneros, les FAR (péroniste) et l'ERP (trotskyste). Fernando Vaca Narvaja (es) fut le seul Montonero qui réussit à s'échapper, avec trois dirigeants de l'ERP et deux des FAR, tandis que Ricardo René Haidar fut le seul Montonero survivant du massacre, avec deux autres membres des FAR; Haidar est devenu desaparecido en 1982.
Analysant l'importance des Montoneros lors du premier retour de Perón à partir du 17 novembre 1972, 100 000 personnes, dont de nombreux militants de la JP et des Montoneros, défilant en une seule journée près de sa maison de Vicente López, l'historienne Marianne González Alemán remarque :

« À travers ces slogans, le péronisme n’était pas seulement assimilé aux Montoneros, il lui était carrément substitué. Perón n’était plus le premier des Descamisados, il était avant tout Montonero. Ce n’était plus les Montoneros qui se voyaient attribuer la qualité de péronistes, mais bien Perón qui se voyait décerner la condition de Montonero. 
 Au sein du territoire argentin contrôlé par les militaires, le quartier de V. Lopez apparaissait comme une sorte d’enclave libérée par les JP-Montoneros, dans lequel se jouait le véritable pouvoir du peuple.(…) D’une certaine manière, Perón semblait perdre le contrôle sur l’espace, et donc le sens, du rassemblement. (…) À chaque allocution au balcon, le vieux leader se référa à la « Jeunesse » pour en faire l’éloge. Il exprima son « extrême satisfaction de voir cette jeunesse argentine » qu’il qualifia de « mûre », et la félicita pour son « profond sens de la réalité ». »

Parallèlement, la junte continue à proscrire la candidature de Perón. Ainsi, le FREJULI (Front justicialiste de libération) remporta dans un raz-de-marée les élections du 11 mars 1973, portant à la présidence le candidat officiel du mouvement péroniste, Hector José Campora (gauche péroniste). Peron revint définitivement en Argentine en juin 1973 et fut élu président en septembre, après la démission de Campora qui lui cédait sa place. Dès son retour au pays, marqué par le massacre d'Ezeiza, Perón commença à critiquer la gauche péroniste qu'il avait appuyé auparavant, et s'appuya sur les courants péronistes de droite voire d'extrême-droite.

### Le massacre d'Ezeiza
Le 20 juin 1973, environ deux millions de personnes s'étaient réunies pour accueillir le général Perón à l'aéroport d'Ezeiza, de retour définitif d'exil, célébration dont ils avaient été privés en novembre 1972. Les FAR, les Forces armées péronistes (FAP) et les Montoneros étaient organisés en colonnes célébrant la victoire du mouvement péroniste. Le général Perón avait quant à lui confié l'organisation de son retour au colonel Jorge Osinde, appartenant à l'aile la plus à droite du mouvement péroniste, retirant toute responsabilité au ministre de l'Intérieur Esteban Righi, davantage proche de l'aile gauche.
Des snipers appartenant à l'aile droite péroniste (ainsi que des terroristes internationaux, dont le néofasciste Stefano Delle Chiaie) tirent alors sur le peuple, faisant un nombre inconnu de blessés et de morts (13 morts et 365 blessés furent alors comptés). L'avion de Perón est détourné sur l'aéroport de Moron, sur proposition de Righi et de Campora. Les affrontements se poursuivent toute la journée et toute la nuit, pendant que la plus grande partie de la foule tentait de fuir les tirs.
Ce massacre marqua l'intensification de la division du mouvement péroniste, qui réunissait des groupes politiquement très différents, mais qui avait jusque-là maintenu sa cohésion dans l'unité des revendications contre la dictature. Le lendemain du massacre, Perón en rejeta la responsabilité sur la gauche et la Jeunesse péroniste, stigmatisant les militants « imberbes ».

### Les contradictions avec le gouvernement
Une fois installé dans le pays, Perón fit en sorte de se séparer aussi bien des cadres Montoneros que de ses alliés politiques, les membres des Jeunesses Péronistes de la Tendance Révolutionnaire.
Au cours de cette année 1973, entre le projet de Perón et leurs propres expectatives, les Montoneros étaient soumis à des contradictions internes. Cependant, ils continuèrent officiellement à appuyer le gouvernement, déclarant en novembre 1973 : « Celui qui dirige, c'est Perón, soit on accepte cette direction soit on est en dehors du Mouvement (…) Parce que ceci est un processus révolutionnaire, une guerre, et bien qu'on puisse penser autrement, lorsque le général donne un ordre pour l'ensemble [du Mouvement], il faut obéir. »
Ce n'est que plus tardivement qu'on apprit qu'ils auraient assassiné , le 25 septembre 1973, dans le quartier populaire de Flores à Buenos Aires, le dirigeant syndical José Ignacio Rucci, secrétaire général de la CGT et représentant de l'aile droite péroniste (« bureaucratie syndicale »), assassinat qui fut attribué sur le coup soit à la CIA, soit à la Triple A, qui aurait par là visé à alimenter la tension.
Bien que les Montoneros n'aient pas revendiqué publiquement par un communiqué cette action - comme c'était leur coutume auparavant- divers dirigeants auraient reconnu [réf. nécessaire], quelques années plus tard, que cette attaque avait été organisée par eux pour faire pression sur Perón (l'expression utilisée auraient été : « tirarle un muerto a Perón ») [réf. nécessaire]. C'est en tout cas la thèse du journaliste Ceferino Reato dans Operación Traviata, publié en 2008. L'enlèvement de Rucci eut lieu seulement deux jours après les élections de septembre 1973 qui portaient de nouveau Perón à la présidence, élections qui provoquèrent un véritable cataclysme politique. L'objectif montonero était de montrer la puissance du mouvement en défiant Perón, et de réclamer une quote-part de pouvoir à l'intérieur du mouvement péroniste, de plus en plus préempté par l'aile droite ; ce que le vieux général ne voulait pas. La CGT, dominée par l'aile droite péroniste, et le propre entourage du président, dont José Lopez Rega, interprétèrent cet attentat comme une déclaration de guerre.
Peu de temps après, le 12 octobre 1973, les Montoneros fusionnèrent avec les Forces armées révolutionnaires (FAR), un autre mouvement guérillero de la Jeunesse péroniste.

### Le «Triple A» (AAA)
C'est à ce moment qu'arrive sur le devant de la scène José Lopez Rega, ex-Chef de la Police Fédérale Argentine, ex-secrétaire privé de Perón. Nommé Commissaire Général, il devint Ministre du Bien-Être Social du gouvernement Perón. Conseiller de confiance du caudillo, Lopez Rega joua un grand rôle dans la lutte contre les Montoneros, stigmatisé par le général comme groupes marxistes « infiltrant ». Avec des fonds détournés du ministère, il finança l'escadron de la mort de la Triple A (Alliance Anticommuniste Argentine). Groupe terroriste, celle-ci s'attaqua non seulement aux cadres Montoneros mais aussi aux jeunes militants politiques de la Tendance Révolutionnaire du péronisme et enfin à tout citoyen susceptible d'être un sympathisant de gauche.

### Le premier mai 1974 et la rupture définitive entre la «Tendance révolutionnaire» et le général
Dans le processus d'expulsion des Montoneros du mouvement péroniste, le 1er mai 1974 marque le tournant principal, à peine trois mois après la fondation du Partido Peronista Auténtico par d'importantes personnalités péronistes, dont le gouverneur de la province de Buenos Aires, Oscar Bidegain, forcé à la démission par Perón en janvier 1974, et celui de la province de Cordoba Ricardo Obregón Cano (es), victime d'un putsch policier en février 1974, entériné par Perón, qui refusent la mainmise de l'extrême-droite sur le Parti justicialiste.
Les Montoneros s'étaient alors réunis Plaza de Mayo, démontrant leur force et indiquant leurs désaccords avec la politique gouvernementale, indiquant aussi les véritables ennemis, à leur sens, du péronisme, à savoir la droite péroniste et la « bureaucratie syndicale ». Mais le président Perón est excédé par les couplets entonnés par les colonnes montoneras contre son épouse, contre López Rega, contre le gouvernement « composé de gorilles ». Dans un discours incendiaire, prononcé depuis le balcon de la Casa Rosada, il les traite de « stupides et d'imberbes », ce qui provoque des affrontements et le retrait immédiat de la Plaza des colonnes montoneras. La hiérarchie passe de fait dans la clandestinité et reprend ses opérations militaires : elle est en conflit ouvert avec le péronisme officiel et ne peut compter sur aucun soutien du chef de file du mouvement. Le retour à la clandestinité est approuvé formellement par la direction des Montoneros en septembre 1974. Le mouvement reprend ses actions de « propagande armée » en faveur des classes populaires, comme la distribution de nourriture soustraite à des camions.
À partir de 1975 ont lieu des discussions en vue d'un rapprochement avec l'Armée révolutionnaire du peuple (ERP, trotskyste), mais celles-ci ne se concrétisent guère. L'opposition de plus en plus violente de la droite péroniste -soutenue par l'entourage de Perón- à l'encontre des organisations armées augmenta dès la mort de l'ancien leader, en juillet 1974, et l'avènement à la magistrature suprême d'Isabel Perón, avec à ses côtés l'éminence grise José López Rega.

### L'enlèvement des Born
Le 19 septembre 1974, dans un climat social et politique extrêmement tendu, un commando montonero enlève les frères Juan et Jorge Born (Bunge et Born (en)), principaux actionnaires du plus grand conglomérat producteur et exportateur de céréales argentin. La demande de rançon initiale est de 5 millions de dollars, elle est vite payée si bien que les kidnappeurs font monter les enchères. Les frères Born sont libérés pour 60 millions de dollars (300 millions d'aujourd'hui), la rançon la plus élevée de l'histoire, mais l'enlèvement fait deux victimes, le chauffeur des Born, Pérez, et un industriel, Bosch.
Des dirigeants montoneros confirmeront qu'une partie de l'argent avait été envoyée à Cuba afin de la mettre en lieu sûr. Il était prévu que ce soit le banquier David Graiver (il avait ses bureaux à New-York et mourut dans un curieux accident d'avion) qui administrerait la somme. On ne sait guère ce qui est advenu de cet argent. Certaines versions affirment que la rançon fut confisquée sur ordre de Fidel Castro, mais quelques anciens fonctionnaires ont déclaré que tout l'argent provenant de cet enlèvement fut redonné à Firmenich, Perdia et Yalguer, une partie en mains propres et une autre partie par l'intermédiaire de montages financiers complexes, incluant des banques tchécoslovaques et suisses.
Les dirigeants mentionnés n'ont jamais donné de précisions, ni répondu clairement aux questions posées : la destinée finale de ces fonds reste une énigme.

### Isolement et déroute
Les Montoneros se sont progressivement coupés de leur base populaire et péroniste avec l'intensification des actions armées dans un contexte hautement instable, bien qu'ils fussent devenus, avec l'ERP, la principale organisation armée du pays. Entre autres actions, elle fît exploser une charge de 170 kg contre le destroyer en construction de la Marine argentine ARA Santísima Trinidad (D-2) (en) type le 27 août 1975 ainsi qu'une autre charge contre le 14 décembre contre le yacht du commandant en chef de la marine, Emilio Eduardo Massera.
L'organisation va être pratiquement complètement démantelée dès le gouvernement d'Isabel Perón (1974-1976), bien qu'elle continuât à agir épisodiquement après le coup d'État de mars 1976 (ainsi, le 2 juillet 1976, ils auraient organisé un attentat contre la Surintendance de la sécurité fédérale de la police fédérale argentine, qui aurait fait 18 morts et 56 blessés[réf. nécessaire]).
Ses membres furent pour la plupart assassinés par la dictature militaire (1976-1983) (desaparecidos jetés à la mer lors des « vols de la mort », ou encore dont on découvrait les cadavres lors de mise en scène faisant accroire leur mort lors d'affrontements armés avec les militaires ou les policiers, alors qu'ils avaient été assassinés dans les centres clandestins de détention).
Entre la mi-1976 et la fin de l'année, la direction montonera et les cadres principaux du mouvement s'exilent d'abord au Mexique afin de préserver l'existence du mouvement, puis, en février 1978, à Cuba : un commando de militaires et de militants « retournés » avait en effet organisé un attentat contre Mario Firmenich sur le sol mexicain — ce genre de tentatives d'assassinat contre les exilés faisant partie intégrante de l'opération Condor. La tentative d'assassinat avait cependant échoué grâce à Tulio Valenzuela, qui s'était fait passer pour un militant « retourné ». La direction s'exila ensuite en Europe.
L'organisation tenta de lancer une contre-offensive à l'approche de la Coupe du monde de football de juin 1978, mais tous les militants (dont Ricardo Zucker, le fils de l'acteur Marcos Zucker) furent arrêtés par le Bataillon d'Intelligence 601 avant même leur entrée en Argentine, et « disparus » au centre de Campo del Mayo. D'autres Montoneros (dont deux Argentino-italiens) furent séquestrés par le Bataillon 601 début juin 1980 à Lima, avec la coopération des services du dictateur Francisco Morales Bermúdez.
Quelques dirigeants ont survécu à la « guerre sale » menée par les dictatures du Cône Sud : Firmenich, Perdia et Vaca Narvaja. Certains, comme Firmenich, ont été accusés, sans preuves ni témoins, par Romero Victoria, d'être devenus des agents des services de renseignements et d'avoir livré leurs propres compagnons. Ces accusations ont été relayées par un écrivain américain, Martin Andersen, qui se fonde sur les affirmations de Robert Scherrer, agent de la CIA au service du plan Condor et d'Augusto Pinochet, le dictateur chilien. D'autres ont même affirmé que Firmenich aurait été dès le départ un agent des renseignements, qui poursuivraient ainsi une stratégie de la tension, se fondant pour ces hypothèses principalement sur la « chance » qui lui a permis d'échapper à toute arrestation ces années durant (le scénario aurait ainsi été semblable à celui du « Super-Clan (it) » des Brigades rouges italiennes, organisation secrète de direction du mouvement qui aurait été menée en particulier par Corrado Simioni et Mario Moretti).
Actuellement, les Montoneros ont cessé d'exister comme organisation politico-militaire. Très peu de ses militants ont survécu à la traque des militaires. Parmi les survivants, les opinions divergent quant aux raisons de leur échec : certains critiquent sévèrement la Conduccion Nacional (ainsi l'ex-montonero Pablo Giulianni, auteur de Montoneros. La Soberbia armada), d'autres minimisent son implication.

## Le contexte de la guerre froide
Dans le contexte de la guerre froide , déjà dans les années 1960, les services de renseignement de la dictature envisageaient l'hypothèse que le péronisme deviendrait le fer de lance du marxisme : « un nationalisme plus ou moins socialiste et pro-fidéliste peut offrir un « cheval de Troie » à la pénétration communiste en Argentine. »
Certains secteurs péronistes, en particulier ceux regroupés de manière générique dans ce qu'on appelle « la droite péroniste » comme le Commandement de l'Organisation dirigé par Alberto Brito Lima, ont adopté une position similaire à l'égard de Montoneros, les qualifiant de « gauchistes » :

« Parce qu’ils appartenaient à une classe sociale qui n’était pas la nôtre. Et ils étaient enclins à changer de relation. Ils étaient d'un côté et de l'autre. Ils se sont retrouvés gauchistes. (…) Ils ne justifient Perón que tactiquement.
– Alberto Brito Lima. »

Ce dernier groupe comprenait également Triple A, qui a mené un plan de terrorisme d'État entre 1973 et 1976.
D'autres auteurs considéraient que Montoneros manquait de relations avec Cuba, l'Union soviétique et le bloc communiste en général, attribuant son origine à des secteurs internes des forces armées :

« Le noyau dur des Montoneros était niché dans le ministère de l'Intérieur d' Onganía , dirigé par le général Francisco Imaz, mais dont le secrétaire de l'Intérieur (pratiquement vice-ministre) était Darío Saráchaga, un membre de la franc-maçonnerie dont dépendaient les Montoneros. »

## Montoneros et leurs relations avec d'autres organisations
Les Montoneros entretenait des relations avec d'autres organisations politico-militaires, telles que l'Organisation de libération de la Palestine (OLP). Il convient toutefois de noter que « le lien entre les deux était davantage de nature circonstancielle, surtout si l'on considère la matrice idéologique, les circonstances, les procédures et l'environnement de chacun ; très différents dans les deux cas. Il est probable que l'OLP ait a fait bon usage des conseils techniques fournis par Montoneros, lorsqu'à l'époque un membre de ce dernier s'est rendu au Liban et y a installé une usine d'explosifs.
En Amérique latine, l'activité du Front sandiniste de libération nationale (FSLN) au Nicaragua a attiré la participation des structures Montonero dans le cadre de la contre-offensive. « À cet égard, le rapport préparé comme conclusion de l'expérience de la Brigade de Santé Adriana Haidar, dont les membres venaient pour la plupart d'exilés mexicains, a souligné que la participation au processus nicaraguayen avait pour objectif « de dégager une atmosphère raréfiée ». comme « pathologie de l’exil ». Ainsi, la formation des différentes brigades Montonero au Nicaragua a été orientée de manière organique pour rompre avec l’inertie de la « survie personnelle » de l’exil et « revitaliser les vieilles expériences militantes ».

## Dans la culture
Le roman La ligne bleue d'Ingrid Betancourt (2014) a pour personnages principaux deux membres des Montoneros.